# اندرو پارسونز (مدیر ورزشی)
اندرو پارسونز (متولد ۱۰ فوریه ۱۹۷۷) مدیر ورزشی و روزنامه نگار برزیلی است. او رئیس فعلی کمیته بین المللی پارالمپیک (IPC) است. در سال ۲۰۱۸، پارسونز در کمیته بین المللی المپیک (IOC) عضو شد.

## زندگینامه
پارسونز در شهر ریو دو ژانیرو در برزیل از پدر و مادری اسکاتلندی متولد شد. او از سال ۲۰۰۹ تا ۲۰۱۷ به عنوان رئیس کمیته پارالمپیک برزیل، از ۲۰۰۵ تا ۲۰۰۹ رئیس کمیته پارالمپیک ایالات متحده و به عنوان عضو کمیته نامزدی بازی های المپیک تابستانی ۲۰۲۰ خدمت کرد.
او از ۸ سپتامبر ۲۰۱۷ تا کنون رئیس کمیته بین المللی پارالمپیک است. پارسونز پس از انتخاب شدن در دور اول در انتخابات برگزار شده در هجدهمین مجمع IPC در ابوظبی ، از سیر فیلیپ کراون ، که از سال ۲۰۰۱ در این سمت بود  ، پست را تحویل گرفت.
خود پارسونز دارای معلولیت نیست، واقعیتی که به گفته وی، برخی ناظران را غافلگیر می کند.

## تمایزها
- فرمانده درجه ریو برانکو [۴]
- دیپلم بازی جوانمردانه ، که توسط کمیته بین المللی بازی منصفانه در طول پارالمپیک تابستانی ۲۰۰۴ اعطا شد.[۷]